# 岸边藓属
岸边藓属（学名：Mawenzhangia）为船叶藓科的一个属。

## 物种
本属包括以下物种：
- 岸边藓 Mawenzhangia thamnobryoides[1]